# Sabel
En sabel er et enægget sværd med spids til hug og stik. Grebet er krumt til æggens side for at forbedre håndteringen. Som håndbeskyttelse har en sabel en parerbøjle. Sablen er lettere end sværdet og blev især anvendt af kavaleriet.
Sablen er kendt siden det 2. århundrede fra Persien og kom formentlig til Europa med avar-stammer  i det 8. århundrede. Våbnet blev ført udbredt i Europa omkring 1800 i rytteriet.
Under Napoleonskrigene blev alle franske infanteristyrker udstyret med en kort sabel, men da den var så godt som ubrugelig i kamp mod kavaleri, indførtes bajonetten. I Europa brugtes sabler i krig til første verdenskrig.
Sabler har ikke nogen praktisk betydning i dag, men anvendes fortrinsvis ceremonielt, som pynt og i konkurrencesport.